# Гуровщина

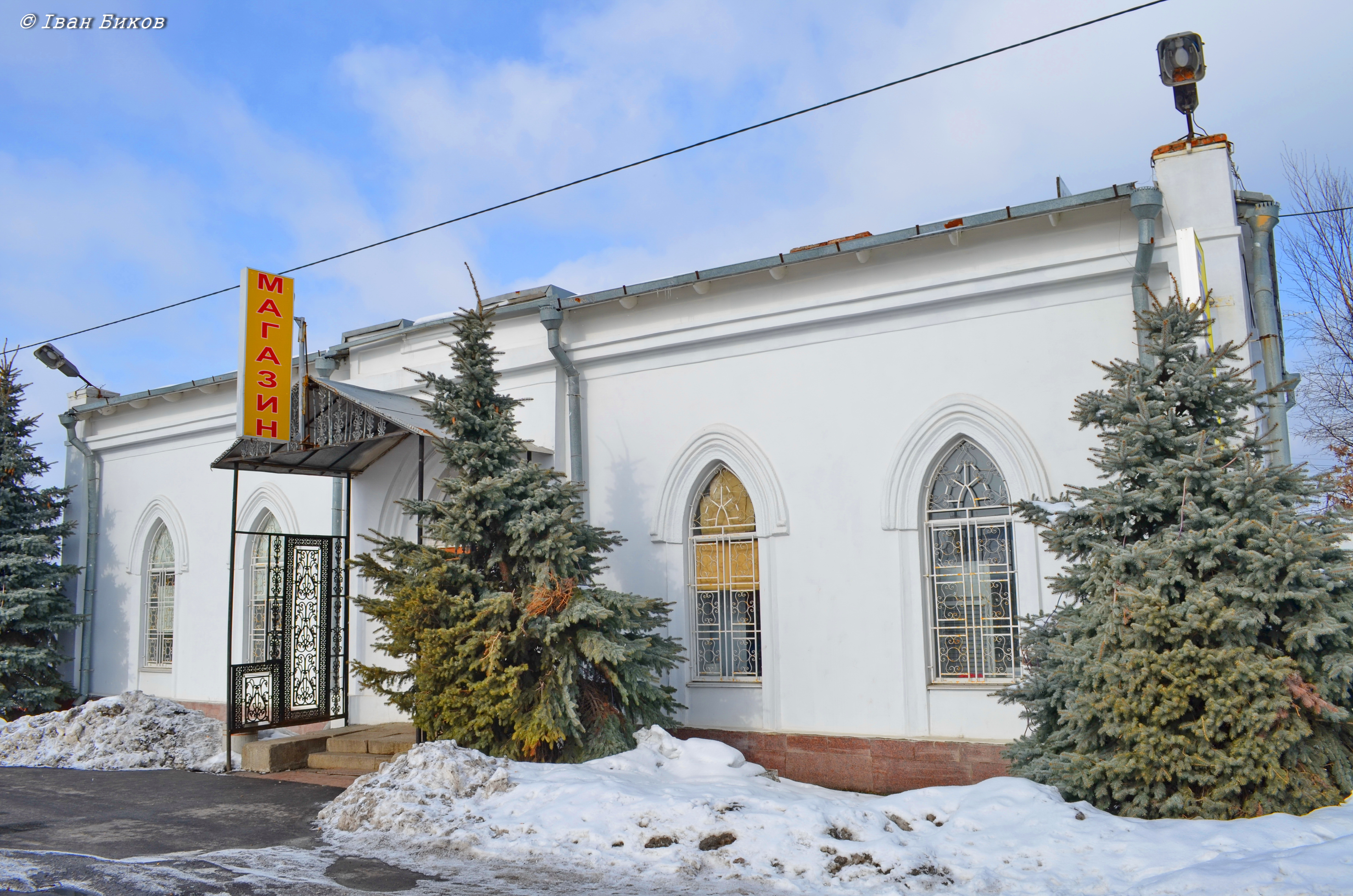
Здание почтовой станции (1846)

Гуровщина (укр. Гурівщина) — село, входит в Бучанский район Киевской области Украины.
Население по переписи 2001 года составляло 298 человек. Почтовый индекс — 08124. Телефонный код — 4598. Занимает площадь 4,738 км².
В ХІХ столетии село относилось к Киевскому уезду Киевской губернии, было приписано к приходу Шпитковской церкви. Жителей — 137 человек. Рядом с селом (ныне это около центра соседнего села Любимовка) была построена почтовая станция, вторая от Киева.